# Otto van Cuijk
Otto van Cuijk (1270 - 1350) was een middeleeuws edelman. Hij was een zoon van Jan I van Cuijk en Jutta van Nassau.
Hij werd heer van Cuijk op een wat ongebruikelijke manier. Zijn voorganger Jan II van Cuijk stierf in 1319 en had geen wettige kinderen. Zijn broers Willem van Cuijk en Hendrik van Cuijk waren reeds overleden. Dit was de reden waarom hij in aanmerking kwam. Hij was daarnaast ook heer van Mierlo en van Asten.
Otto van Cuijk is drie maal getrouwd geweest, namelijk met Aleidis van Diest, met Johanna van Heverlee, en met Johanna van Vlaanderen. Alleen uit het tweede huwelijk is een kind bekend, namelijk Adelise van Cuijk.
De opvolger van Otto was Jan III van Cuijk.